# Demarat de Corint (baquíada)
Demarat de Corint (en grec Δημάρατος, en llatí Demaratus) va ser un mercader i noble de Corint, i membre de la dinastia dels Baquíades.
Enderrocada la dinastia per Cípsel aproximadament l'any 657 aC va fugir de Corint i es va establir a Tarquinii a Etrúria ciutat on tenia negocis i connexions mercantils. Segons Estrabó va portar amb ell un contingent d'acompanyants i moltes riqueses, i diu que l'acompanyava també el pintor Cleòfant de Corint així com Èuquir i Èugram, mestres en arts plàstiques, i que va introduir l'alfabet a Etrúria. Va obtenir molta influència i va prendre el poder a Tarquinii. Es va casar amb una dona etrusca amb la que va tenir dos fills, Arrunt i Lucumó, que més tard es va anomenar Luci Tarquini Prisc.